# Virgil Ross
Virgil Walter Ross (ur. 8 sierpnia 1907, zm. 15 maja 1996) – amerykański artysta, rysownik i animator, pracował nad krótkimi animacjami z Warner Bros.

## Wczesne lata życia
Virgil Ross spędził swoje wczesne lata w stanie Nowy Jork oraz w stanie Michigan, jednakże jego rodzina przeprowadziła się do Long Beach w Kalifornii, gdzie spędził swoje nastoletnie życie. W Kalifornii miał spędzić resztę swojego życia.

## Animacja i rysownictwo
Zaczął zajmować się rysowaniem w szkole średniej, w której dołączył do klasy o tematyce artystycznym. Jedną z pierwszych prac w tym stylu, zaczął dla Charles B. Mintz (później Screen Gems)  Ub Iwerks studio, a potem z Walter Lantz, gdzie zaczął zawodowo pracować jako animator. W 1935 roku przeprowadził się za pracą dla Leon Schlesinger z Warner Bros., gdzie spędził 30 lat, najpierw pracował z Tex Avery's supervision, do 1942 roku, następnie z Bob Clampett, a na końcu z Friz Freleng. Do życiorysu Virgil Ross trzeba dodać, że spędził czas w Filmation (gdzie pracował we wczesnych latach 1970 nad Star Trek: Seria animowana) oraz w Hanna Barbera, i Marvel Comics. W 1979 roku zrobił animację Woody Woodpecker dla specjalnej sceny na 51st Academy Awards.

## Nagrody
Virgil Ross otrzymał najwyższą nagrodę w swoim zawodzie: the Motion Picture Screen Cartoonists Golden Award (1984) oraz Winsor McCay Award (1988). Trzy animowane filmy które zrobił, dostały oskary: Kanarek Tweety (1947), Birds Anonymous (1957), and Knighty Knight Bugs (1958).    